# Morena Baccarin
Morena Baccarin (Rio de Janeiro, 2 juni 1979) is een Amerikaans actrice van Braziliaanse afkomst.

## Carrière
Baccarin is de dochter van Braziliaans actrice Vera Setta en Italiaans journalist Fernando Baccarin. Op zevenjarige leeftijd verhuisde ze van Brazilië naar de wijk Greenwich Village op Manhattan in New York. In 2001 had ze haar eerste filmrol in Perfume, een film met Estella Warren en Jeff Goldblum in de hoofdrol. In 2002 werd ze gecast voor de sciencefictionserie Firefly. De serie werd na één seizoen stopgezet maar ze speelde opnieuw haar rol van "Inara Serra" in 2005 voor de film Serenity. In 2007 speelde ze in het tiende en laatste seizoen van Stargate SG-1 de rol van "Adria", dochter van Vala Mal Doran. In 2008 was ze in dezelfde rol te zien in de film Stargate: The Ark of Truth. Van 2009 tot 2011 speelde ze de rol van "Anna", de leider van de "visitors" in de serie V, de remake van de serie uit 1983. Vanaf 2011 speelt ze de rol van "Jessica Brody" in de televisieserie Homeland. Vanaf 2015 tot 2019 speelde zij de rol van Leslie 'Lee' Thompkins in de serie Gotham.
Tussendoor speelde Baccarin in Deadpool en diens vervolg Deadpool 2 als Vanessa, het liefje van de hoofdpersoon.

## Privé
Baccarin trouwde in 2011 met regisseur Austin Chick. Het stel kreeg een zoon op 22 oktober 2013. Baccarin scheidde in 2016 van Chick. Ze hertrouwde op 2 juni 2017 met Benjamin McKenzie.

## Filmografie
- Bibsys: 1479731350911
- Biblioteca Nacional de España: XX5838164
- Bibliothèque nationale de France: cb170686975 (data)
- Catàleg d'autoritats de noms i títols de Catalunya: 981058530172606706
- Gemeinsame Normdatei: 143754904
- International Standard Name Identifier: 0000 0001 1831 3257
- Library of Congress Control Number: no2006004009
- Nationale Bibliotheek van Tsjechië: xx0218653
- Nederlandse Thesaurus van Auteursnamen: 372826571
- Système universitaire de documentation: 19528755X
- Virtual International Authority File: 169375310
- WorldCat: E39PBJckVFm889Y898Vg4g4Dv3